# Progressione del record mondiale dei 400 metri piani maschili

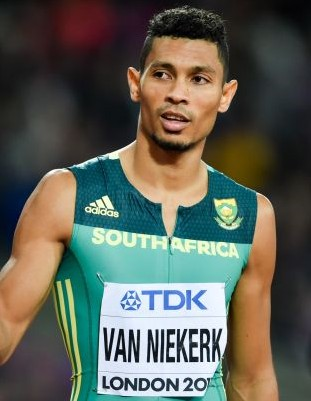
Wayde van Niekerk, detentore del record mondiale della specialità

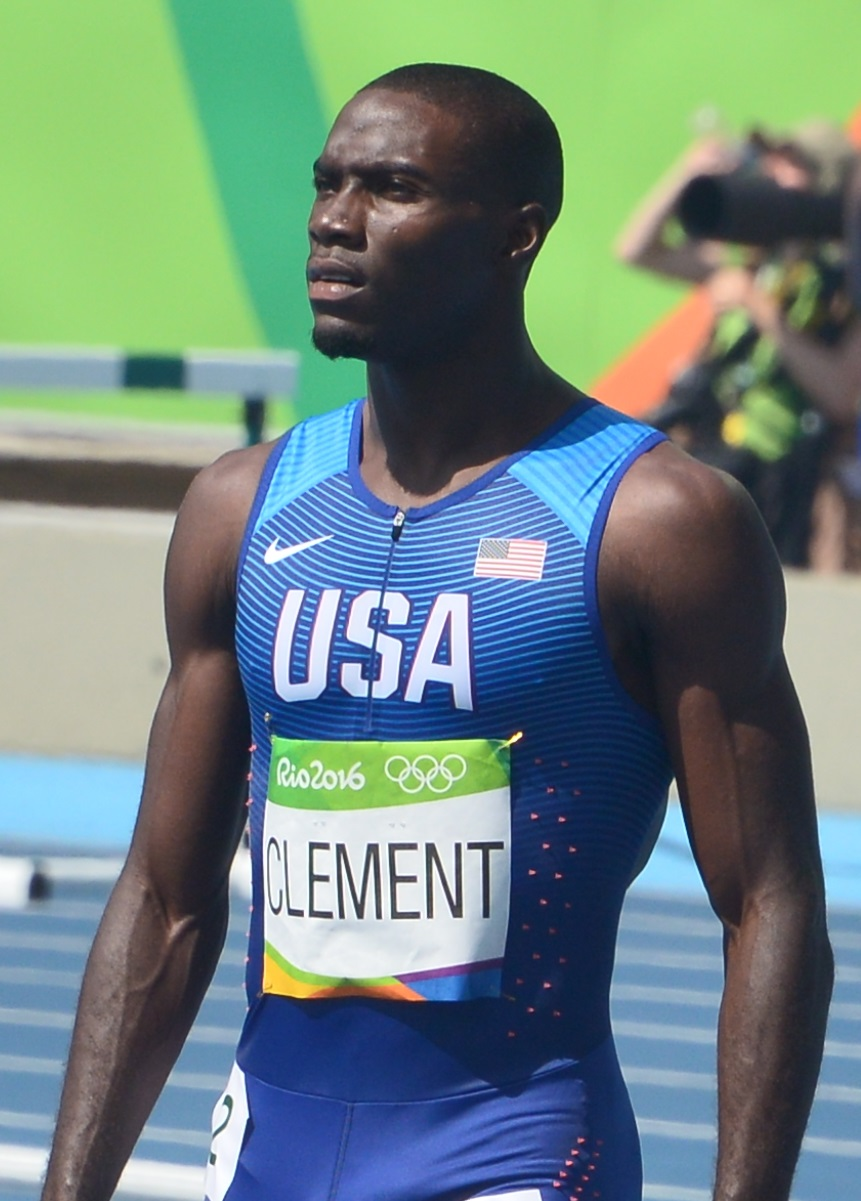
Kerron Clement, detentore del record mondiale indoor

La voce seguente illustra la progressione del record mondiale dei 400 metri piani maschili di atletica leggera.
Il primo record mondiale maschile venne riconosciuto dalla federazione internazionale di atletica leggera nel 1912, quando venne ratificato il primato dello statunitense Maxie Long datato 1900, mentre il primo record mondiale indoor risale al 1986. Dal 1975 la federazione internazionale ha accettato anche il cronometraggio elettronico per i record nelle distanze fino ai 400 metri e dal 1977 ha richiesto, per l'omologazione dei record, unicamente il cronometraggio elettronico al centesimo di secondo.
Lo statunitense Lee Evans, vincitore dei Giochi olimpici di Città del Messico 1968 col tempo di 43"86, è stato riconosciuto come primo detentore del record mondiale con cronometraggio elettronico. Ad oggi, la World Athletics ha ratificato ufficialmente 24 record mondiali assoluti e 6 record mondiali indoor di specialità.
Il 31 agosto 1968 Vincent Matthews corse in 44"4, un decimo in meno del primato mondiale di Tommie Smith, ma il record non fu omologato perché Matthews aveva corso con scarpette chiodate non regolamentari. Il 14 settembre dello stesso anno, nella finale dei trials statunitensi, Lee Evans giunse primo con lo stesso tempo di Larry James (44"1), ma il tempo di Evans non fu omologato come record mondiale per lo stesso motivo di cui sopra. Il primato mondiale venne invece riconosciuto a James.

## Progressione

### Record assoluti
| Tempo                      | Atleta            | Nazione        | Luogo                      | Data              | Note   |
| -------------------------- | ----------------- | -------------- | -------------------------- | ----------------- | ------ |
| 47"8 m                     | Maxie Long        | Stati Uniti    | New York, Stati Uniti      | 29 settembre 1900 | y      |
| 48"2 m                     | Charles Reidpath  | Stati Uniti    | Stoccolma, Svezia          | 13 luglio 1912    |        |
| 47"4 m                     | Ted Meredith      | Stati Uniti    | Cambridge, Stati Uniti     | 27 maggio 1916    | y      |
| 47"0 m                     | Emerson Spencer   | Stati Uniti    | Palo Alto, Stati Uniti     | 12 maggio 1928    |        |
| 46"4 m                     | Ben Eastman       | Stati Uniti    | Palo Alto, Stati Uniti     | 26 marzo 1932     | y      |
| 46"2 m                     | Bill Carr         | Stati Uniti    | Los Angeles, Stati Uniti   | 5 agosto 1932     | [ 5 ]  |
| 46"1 m                     | Archie Williams   | Stati Uniti    | Chicago, Stati Uniti       | 19 giugno 1936    |        |
| 46"0 m                     | Rudolf Harbig     | Germania       | Francoforte, Germania      | 12 agosto 1939    |        |
| 46"0 m                     | Grover Klemmer    | Stati Uniti    | Filadelfia, Stati Uniti    | 29 giugno 1941    |        |
| 46"0 m                     | Herb McKenley     | Giamaica       | Berkeley, Stati Uniti      | 5 giugno 1948     | y      |
| 45"9 m                     | Herb McKenley     | Giamaica       | Milwaukee, Stati Uniti     | 2 luglio 1948     | [ 6 ]  |
| 45"8 m                     | George Rhoden     | Giamaica       | Eskilstuna, Svezia         | 22 agosto 1950    |        |
| 45"4 m                     | Louis Jones       | Stati Uniti    | Città del Messico, Messico | 18 marzo 1955     | [ 7 ]  |
| 45"2 m                     | Louis Jones       | Stati Uniti    | Los Angeles, Stati Uniti   | 30 giugno 1956    |        |
| 44"9 m                     | Otis Davis        | Stati Uniti    | Roma, Italia               | 6 settembre 1960  | [ 8 ]  |
| 44"9 m                     | Carl Kaufmann     | Germania Ovest | Roma, Italia               | 6 settembre 1960  | [ 9 ]  |
| 44"9 m                     | Adolph Plummer    | Stati Uniti    | Tempe, Stati Uniti         | 25 maggio 1963    | y      |
| 44"9 m                     | Mike Larrabee     | Stati Uniti    | Los Angeles, Stati Uniti   | 12 settembre 1964 |        |
| 44"5 m                     | Tommie Smith      | Stati Uniti    | San Jose, Stati Uniti      | 20 maggio 1967    | +      |
| 44"1 m                     | Larry James       | Stati Uniti    | Echo Summit, Stati Uniti   | 14 settembre 1968 | [ 10 ] |
| 43"8 m                     | Lee Evans         | Stati Uniti    | Città del Messico, Messico | 18 ottobre 1968   |        |
| Cronometraggio elettronico |                   |                |                            |                   |        |
| 43"86                      | Lee Evans         | Stati Uniti    | Città del Messico, Messico | 18 ottobre 1968   |        |
| 43"29                      | Butch Reynolds    | Stati Uniti    | Zurigo, Svizzera           | 17 agosto 1988    |        |
| 43"18                      | Michael Johnson   | Stati Uniti    | Siviglia, Spagna           | 26 agosto 1999    |        |
| 43"03                      | Wayde van Niekerk | Sudafrica      | Rio de Janeiro, Brasile    | 14 agosto 2016    |        |

### Record indoor
| Tempo | Atleta           | Nazione      | Luogo                        | Data             | Note |
| ----- | ---------------- | ------------ | ---------------------------- | ---------------- | ---- |
| 45"41 | Thomas Schönlebe | Germania Est | Vienna, Austria              | 9 febbraio 1986  |      |
| 45"05 | Thomas Schönlebe | Germania Est | Sindelfingen, Germania Ovest | 5 febbraio 1988  |      |
| 45"02 | Danny Everett    | Stati Uniti  | Stoccarda, Germania          | 2 febbraio 1992  |      |
| 44"97 | Michael Johnson  | Stati Uniti  | Reno, Stati Uniti            | 10 febbraio 1995 |      |
| 44"63 | Michael Johnson  | Stati Uniti  | Atlanta, Stati Uniti         | 4 marzo 1995     |      |
| 44"57 | Kerron Clement   | Stati Uniti  | Fayetteville, Stati Uniti    | 12 marzo 2005    |      |